# Яновский, Сергей Моисеевич
Сергей Моисеевич Яновский (род. 17 февраля 1960) — российский шахматист, мастер спорта СССР гроссмейстер (1995), тренер. Заслуженный тренер Российской Федерацииии. 
Старший тренер юношеской сборной России с 1998 по 2011 год.
Главный тренер сборных команд России.
Победитель международных турниров в Дортмунде (1990), Воскресенске (1992), Верфене (1994).

## Награды
- Орден Дружбы (11 апреля 2024 года) — за большой вклад в развитие и популяризацию отечественного шахматного движения[2]